# Gama (Ciad)
Gama  è un comune del Ciad situato nel dipartimento di Dababa, provincia di Hadjer-Lamis.